# Peso Pluma
Peso Pluma   (Guadalajara, 15 de juny de 1999) és un cantant i compositor mexicà de corridos, reggaeton i trap.
La seva repercussió internacional va començar el 2022, després de col·laborar amb cantants com Luis R. Conriquez, Natanael Cano i Baula Armat. El seu estil musical es caracteritza per la mescla de trap amb corridos. Mercès a la seva fama ha col·laborat també amb artistes d'èxit internacional com Becky G, Nicki Nicole, Marshmello, Eladio Carrión, Bizarrap i Karol G.
El març del 2023, Peso Pluma es va posicionar com l'artista més escoltat de Spotify a Mèxic. A l'abril la seva cançó «Ella baila sola» va aconseguir el lloc número 4 a la llista Billboard Hot 100, essent la posició més alta per a qualsevol artista mexicà als Estats Units d'Amèrica. I al juliol es va convertir en el mexicà amb més entrades a aquesta llista amb vint cançons en total. El seu tercer àlbum d'estudi, Génesis (2023), va debutar en la posició número 3 de la llista Billboard 200, essent l'àlbum d'aquest gènere i d'un artista mexicà millor posicionat a la història.

## Discografia
- 2020: Ah y qué?
- 2021: Efectos secundarios
- 2023: Génesis